# Zbigniew Engel (inżynier mechanik)
Zbigniew Witold Engel (ur. 1 kwietnia 1933 w Zawadach k. Żółkwi, w woj. lwowskim, zm. 2 listopada 2013) – polski profesor, inżynier mechanik, twórca wibroakustyki, dr honoris causa Akademii Górniczo-Hutniczej, Politechniki Krakowskiej oraz Politechniki Świętokrzyskiej, mecenas nauki.
Studiował mechanikę w Krakowie. Przez krótki okres był uczniem m.in. Maksymiliana T. Hubera. W roku 1962 obronił pracę doktorską, w 1966 uzyskał stopień doktora habilitowanego, w 1973 profesora  nadzwyczajnego, a w 1978 profesora zwyczajnego. Wykładał mechanikę na AGH aż do roku 2004.
Sformułował podstawowe zadania i cele wibroakustyki. Autor lub współautor ponad 260 prac naukowych. Pochowany został na Cmentarzu w Wieliczce.
Od kilku lat przyznawane są Nagrody imienia Profesora Zbigniewa Engela za najlepszą pracę naukową dla młodych pracowników naukowo-dydaktycznych AGH, PK oraz PŚ.